# Lincoln Diaz-Balart

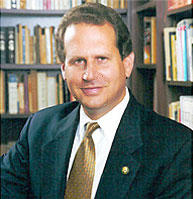
Lincoln Diaz-Balart

Lincoln Rafael Diaz-Balart (* 13. August 1954 in Havanna, Kuba; † 3. März 2025 in Key Biscayne, Florida; gebürtig: Lincoln Rafael Díaz-Balart Caballero) war ein kubanoamerikanischer Politiker und Rechtsanwalt. Er war von 1993 bis 2011 für die Republikaner Mitglied im Repräsentantenhaus der Vereinigten Staaten als Abgeordneter des 21. Wahlkreises des Bundesstaates Florida.

## Politischer Werdegang
Er ist der Sohn des 2005 verstorbenen kubanischen Politikers Rafael Díaz-Balart und Neffe der 2024 verstorbenen Mirta Díaz-Balart, der ersten Ehefrau Fidel Castros. Er besuchte die American School in der spanischen Hauptstadt Madrid, das New College of Florida, die University of Cambridge sowie die Case Western Reserve University. Vor seiner Zeit als Mitglied des Repräsentantenhauses war er als Rechtsanwalt tätig. Von 1987 bis 1989 gehörte er als Abgeordneter dem Repräsentantenhaus von Florida und von 1989 bis 1992 dem Senat von Florida an.
In den Jahren 2000 und 2002 wurde er jeweils ohne Gegenkandidaten wiedergewählt. 2004 und 2006 hatte er Frank J. Gonzalez als Herausforderer, der im Jahre 2004 für die Libertarian Party und 2006 für die Demokraten antrat, jedoch beide Male erfolglos blieb.
Lincoln Diaz-Balart war Förderer des Homeland Security Act, welcher angesichts der Terroranschläge am 11. September 2001 ins Leben gerufen wurde. Außerdem war er starker Befürworter einer umfassenden Reform der Immigrationspolitik.
Diaz-Balart war verheiratet und hatte zwei Kinder. Sein Bruder Mario Diaz-Balart ist ebenfalls Mitglied des Kongresses und vertritt den 25. Distrikt Floridas. Am 11. Februar 2010 kündigte Lincoln Diaz-Balart an, bei der Wahl im November desselben Jahres nicht erneut zu kandidieren. Mario Diaz-Balart erklärte daraufhin, den Distrikt wechseln zu wollen, um die Nachfolge seines Bruders anzutreten.
Lincoln Diaz-Balart starb am 3. März 2025 im Alter von 70 Jahren an Krebs.

## Kuba
Diaz-Balart spielte eine entscheidende Rolle in der kubanisch-amerikanischen Lobby. Er setzte sich aktiv, aber vergebens für den Verbleib des damals sechsjährigen kubanischen Jungen Elián González in den USA ein, der mit seiner Mutter über das Meer nach Florida geflüchtet war, wobei die Mutter ums Leben kam und sein in Kuba verbliebener Vater daraufhin die Rückkehr seines Sohnes nach Kuba forderte. Er war Mitglied des Kongressausschusses für ein demokratisches Kuba (Congressional Cuba Democracy Caucus).
Diaz-Balart befürwortete die Seeblockade und militärische Aktionen gegen Kuba. Außerdem rief er die Vereinigten Staaten zur Ermordung des Ex-Ehemanns seiner Tante, Fidel Castro auf. Diaz-Balart verteidigte Velentin Hernández, der beschuldigt wurde, in den Mord an Luciano Nieves, einem exilkubanischen Aktivisten, der Verhandlungen mit der kubanischen Regierung befürwortete, beteiligt zu sein. Auch setzte er sich sehr stark für die Freilassung des Exilkubaners Orlando Bosch ein, der der Beteiligung am Bombenattentat auf den Cubana-Flug 455 beschuldigt wurde, bei dem 73 Menschen ums Leben kamen. Er war Mitorganisator des Orlando Bosch Tages, um seine Freilassung zu erreichen. Auch versuchte er gemeinsam mit Ileana Ros-Lehtinen den Besuch des Ex-US-Präsidenten Jimmy Carter auf Kuba im Jahre 2002 zu verhindern.

## Haiti
Diaz-Balart war außerdem Verfechter für eine verbesserte Behandlung von haitianischen Immigranten. Er war entschiedener Befürworter der so genannten HRIFA-Gesetze, was für viele haitianische Einwanderer die Erlangung eines legalen Status bedeutete. Später forderte er, haitianische Staatsbürger in den Status des einstweiligen Schutzes (Temporary Protected Status (TPS)) aufzunehmen, welcher einen sofortigen und vorübergehenden Abschiebestopp  gewährt.